# 米里村 (岩手県)
米里村（よねさとむら）は、昭和30年（1955年）まで岩手県江刺郡にあった村。現在の奥州市江刺米里にあたる。

## 沿革
- 明治8年（1875年）10月17日 - 人首（ひとかべ）村から米里村に改称。
- 明治22年（1889年）4月1日 - 町村制施行にともない、米里村単独で村制施行。
- 昭和30年（1955年）2月10日 - 岩谷堂町・伊手村・稲瀬村・愛宕村・田原村・玉里村・広瀬村・藤里村・梁川村と合併し、江刺町となる。

## 行政
- 歴代村長

| 代 | 氏名       | 就任                       | 退任                       | 備考 |
| -- | ---------- | -------------------------- | -------------------------- | ---- |
| 1  | 和田勝蔵   | 明治22年（1889年）4月      | 明治26年（1893年）5月      |      |
| 2  | 和田岱助   | 明治26年（1893年）5月      | 明治34年（1901年）5月      |      |
| 3  | 高瀬敬内   | 明治34年（1901年）5月15日  | 明治42年（1910年）5月14日  |      |
| 4  | 後藤謙治郎 | 明治42年（1910年）10月15日 | 明治45年（1912年）6月25日  |      |
| 5  | 佐伯信     | 明治45年（1912年）7月15日  | 大正2年（1913年）8月30日   |      |
| 6  | 小野田岩蔵 | 大正2年（1913年）9月23日   | 大正6年（1917年）9月22日   |      |
| 7  | 新田経     | 大正6年（1917年）9月23日   | 大正10年（1921年）9月22日  |      |
| 8  | 佐伯信     | 大正10年（1921年）9月23日  | 大正14年（1925年）9月22日  | 再任 |
| 9  | 三浦亀之進 | 大正14年（1925年）11月9日  | 昭和4年（1929年）11月8日   |      |
| 10 | 小野田岩蔵 | 昭和4年（1929年）11月9日   | 昭和8年（1933年）6月3日    | 再任 |
| 11 | 佐伯信     | 昭和8年（1933年）6月12日   | 昭和12年（1937年）6月11日  | 三任 |
| 12 | 後藤謙治郎 | 昭和12年（1937年）6月12日  | 昭和16年（1941年）6月11日  | 再任 |
| 13 | 和田太助   | 昭和16年（1941年）6月12日  | 昭和21年（1946年）11月25日 |      |
| 14 | 杉田直吉   | 昭和22年（1947年）4月5日   | 昭和26年（1951年）2月1日   | 再任 |
| 15 | 佐伯信     | 昭和26年（1951年）4月23日  | 昭和30年（1955年）2月9日   | 四任 |